# Hermann Latherus
Hermann Latherus ou Hermann Lather, né le 5 mars 1583 à Husum et mort le 9 avril 1640 dans la même ville, est un juriste allemand.

## Biographie
De petite bourgeoisie, Latherus étudie à partir de 1599 à l'université de Wittemberg et à l'université de Marbourg. Il effectue ensuite un voyage éducatif, visitant les villes de Cologne, Fribourg, Bâle, Strasbourg, Leipzig et Tübingen ; il obtient son doctorat en droit de l'université de Heidelberg en 1606. Il s'établit en tant qu'avocat dans sa ville natale et acquiert une grande réputation. Il se marie à Christina Gutslof.
Son œuvre De censu, tractatus nomico-politicus (Francfort 1618 ; rééditions en 1651, 1668 et 1687) dénonce avant tout l'Église catholique romaine ; c'est pourquoi elle figure dans l’Index librorum prohibitorum.